# You on My Mind
«You on My Mind», que en español se puede traducir como "estás en mi mente" o "estás en mi alma", es una canción del grupo de pop británico Swing Out Sister. Fue el primer sencillo del segundo álbum del grupo, Kaleidoscope World, en el cual se presentó una mezcla sofisticada de diferentes componentes musicales que oscilan entre el pop y el rhythm and blues.

## Video musical
El video musical se inspiró fuertemente en la película de culto de 1968, The Thomas Crown Affair. 

## Remezclas
You On My Mind (vinilo 7") 872964-7
1. «You On My Mind» (versión del álbum) - (3:36)
2. «El hombre de Coney Island» - (3:38)

You On My Mind (CD Maxi) 874 229-2
1. «You On My Mind» (versión del álbum) - (3:36)
2. «Coney Island Man» - (3:38)
3. «Precious Words» (mezcla de Earth Bound) - (3:46)
4. «You On My Mind» (mezcla de 12 ") - (6:32)

You On My Mind (vinilo 12") 872 965-1, SWING 612
1. «You On My Mind» (versión extendida) - (6:32)
2. «You On My Mind» (3:29)
3. «Coney Island Man» - (3:38)

## Listas de éxitos musicales
| Listas (1989)                         | Posición |    |
| ------------------------------------- | -------- | -- |
| Bélgica (Flandes) (Ultratop 50)       | 26       | 26 |
| Francia (SNEP)                        | 44       | 44 |
| Alemania (Offizielle Deutsche Charts) | 51       | 51 |
| Irlanda (IRMA)                        | 26       | 26 |
| Países Bajos (Mega Single Top 100)    | 28       | 28 |
| Nueva Zelanda (Recorded Music NZ)     | 32       | 32 |
| Reino Unido (Official Charts Company) | 28       | 28 |